# Solfato cerico ammonico
Il solfato cerico ammonico o solfato di cerio e ammonio (IV) è un sale di cerio(IV) e di ammonio dell'acido solforico. A temperatura ambiente si presenta come un solido giallo inodore.
È un forte ossidante, con un potenziale di riduzione di circa + 1,44 V. Il solfato di cerio(IV) è un composto correlato.

## Struttura
Uno studio cristallografico mostra che il composto contiene l'ossido di Ce2(SO4)88-, in cui gli atomi di cerio sono enneacoordinati da atomi di ossigeno appartenenti a gruppi solfato, in un prisma trigonale distorto.